# Света-Ана
Света-Ана (хорв. Sveta Ana) — населений пункт у Хорватії, в Копривницько-Крижевецькій жупанії у складі міста Джурджеваць.

## Населення
Населення за даними перепису 2011 року становило 99 осіб.
Динаміка чисельності населення поселення: